# Nick Mason
Nick Mason, właśc. Nicholas Berkeley Mason (ur. 27 stycznia 1944 w Birmingham) – perkusista rockowy, jedyny członek grupy Pink Floyd występujący w niej przez wszystkie lata istnienia grupy.
Współpracował też z innymi progresywnymi muzykami (Robert Wyatt, Gong i Steve Hillage), jazzowymi (Michael Mantler) i punkowymi (The Damned). Był także producentem. W swym solowym dorobku ma dwa albumy reprezentujące zbliżone stylistycznie do jazz-rocka. Mason wypracował spokojny, oszczędny styl gry na perkusji.
W dniach 25-26 października 2005 roku odwiedził Polskę, w ramach promocji na polskim rynku swojej książki Pink Floyd. Moje wspomnienia (Inside Out: A Personal History of Pink Floyd).
Jest żonaty (dwukrotnie), ma czworo dzieci (dwoje z pierwszego i dwoje z drugiego małżeństwa).
Ukończył architekturę na Regent Street Polytechnic (obecnie University of Westminster). W 2012 otrzymał tamże honorowy tytuł doctor of letters.
W 2018 r. stworzył zespół pod nazwą: Nick Mason's Saucerful of Secrets,  z którym wykonuje na koncertach muzykę zespołu Pink Floyd z początkowego okresu jego twórczości. Dwukrotnie odwiedził z nim Polskę - w 2019 i 2023 r. w ramach Summer Fog Festival.
W 2019 został odznaczony Orderem Imperium Brytyjskiego (otrzymując tytuł Komandora tegoż orderu) za zasługi na polu muzyki,

## Dyskografia
- Nick Mason’s Fictitious Sports (1981)
- Profiles (1985)

## Publikacje
- Into the Red: 21 Classic Cars That Shaped a Century of Motor Sport, 1998, MBI Pub. Co., ISBN 978-0-7603-0570-6
- Inside Out: A Personal History of Pink Floyd, 2004, Chronicle Books, ISBN 978-0-8118-4824-4

## Filmografia
- "Syd Barrett's First Trip" (1966, film dokumentalny, reżyseria: Nigel Lesmoir-Gordon)[6]
- "A Technicolor Dream" (2008, film dokumentalny, reżyseria: Stephen Gammond)[7]
- "Whatever Happened to Pink Floyd? The Strange Case of Waters and Gilmour" (2011, film dokumentalny, reżyseria: Alex Westbrook)[8]
- "Pink Floyd: Behind the Wall" (2011, film dokumentalny, reżyseria: Sonia Anderson)[9]
- "Pink Floyd: The Story of Wish You Were Here" (2012, film dokumentalny, reżyseria: John Edginton)[10]
- "Uwaga! Mr. Baker" (2012, film dokumentalny, reżyseria: Jay Bulger)[11]
- "The Damned: Don't You Wish That We Were Dead" (2015, film dokumentalny, reżyseria: Wes Orshoski)[12]
- "Maserati: A Hundred Years Against All Odds" (2016, film dokumentalny, reżyseria: Philip Selkirk)[13]